# Andreï Beketov
Pour les articles homonymes, voir Beketov.
Andreï Nikolaïevitch Beketov (Андре́й Никола́евич Беке́тов), né le 26 novembre (8 décembre dans le calendrier grégorien) 1825 à Alfierevka dans le gouvernement de Penza (Empire russe) et mort dans sa propriété de Chakhmatovo, près de Moscou, le 1er (14) juillet 1902, est un botaniste russe qui popularisa la botanique et la géographie en Russie. C'est le grand-père maternel du poète Alexandre Blok et le frère du chimiste Nikolaï Beketov.

## Biographie

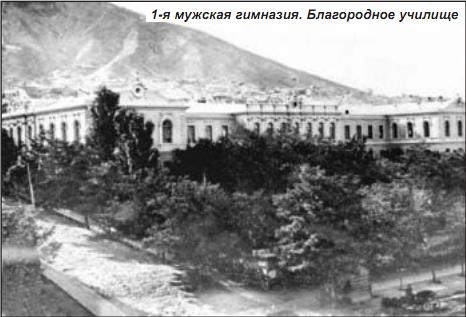
Vue du lycée de Tiflis

Andreï Beketov naît dans la famille d'un officier de marine, issue de la noblesse depuis 1621. Il fait ses études au lycée classique no 1 de Saint-Pétersbourg, puis à la faculté des langues orientales de l'université de Saint-Pétersbourg. En 1842 il entre comme junker (aspirant) au régiment des chasseurs de la garde, mais démissionne en 1845 pour entrer au département des sciences naturelles de l'université impériale de Kazan dont il sort en 1849.
Il enseigne ensuite les sciences naturelles au lycée de Tiflis tout en étudiant et décrivant la flore de Transcaucasie, ce qui lui vaut en 1853 le titre de maître en botanique de l'université de Saint-Pétersbourg. Il présente sa thèse à Moscou en 1858 sur Les relations morphologiques des parties feuillues entre elles et la tige et l'année suivante enseigne la botanique à la chaire de l'université de Kharkov. Il se prépare à l'université de Heidelberg à devenir professeur et y tisse des liens d'amitié avec Setchenov, Mendeleïev et Borodine.
De 1861 à 1897, Beketov poursuit toute sa carrière de professeur (en tant que professeur extraordinaire à la chaire de botanique, puis comme directeur de la chaire de botanique) à l'université de Saint-Pétersbourg. Il est doyen de 1867 à 1876 de la faculté de physico-mathématique dont  dépend la chaire et recteur de l'université de 1876 à 1883. Sa longue carrière lui permet de former des générations de botanistes qui plus tard accèdent à des fonctions de directeurs de chaire de différentes universités. C'est à son initiative que l'université fonde son propre jardin botanique. Beketov est également l'un des organisateurs des cours Bestoujev réservés aux étudiantes et inaugurés en 1878. Il fait partie de son comité de direction jusqu'en 1889.

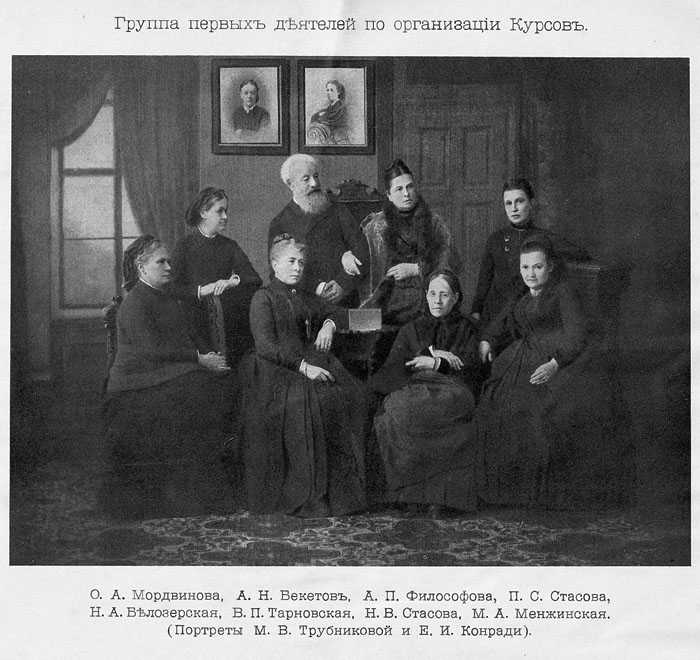
Le professeur Békétov avec les bienfaitrices des cours Bestoujev, dont Anna Philosophova (à qui il tient le bras) et Nadejda Stassova (assise, deuxième à partir de la droite)

Le professeur Beketov participe à la rédaction du Messager de la Société impériale géographique de Russie de 1861 à 1863. Il est secrétaire, puis vice-président (à partir de 1891), de la Société impériale d'économie libre et publie dans son bulletin intitulé Travaux de la Société impériale d'économie libre. Il met sur pied avec Christophore Gobi l'édition de la revue savante Scripta Botanica et de 1892 à 1897 participe à la rédaction de l'encyclopédie Brockhaus et Efron dans le domaine botanique. Il traduit de l'allemand ou du français nombre d'ouvrages d'auteurs scientifiques, tels qu'Alphonse de Candolle, August Grisebach, Matthias Schleiden, Anton de Bary, Emil Adolf Rossmässler, etc.
Andreï Beketov prend une part active à de nombreuses conférences de naturalistes et de médecins qu'il préside parfois. Il préside de 1881 à 1900 la Société des naturalistes de Saint-Pétersbourg après avoir été l'un des rédacteurs de ses Travaux. Il a compté parmi ses élèves Johannes Theodor Schmalhausen.
Le professeur Beketov eut une fin de vie difficile ayant souffert de paralysie à partir de 1897. Il avait épousé une des filles du professeur Karéline. Une de ses filles, Ekaterina, poétesse, était l'épouse du critique littéraire Platon Krasnov, frère de son élève Andreï Krasnov, une autre, Alexandra (1860-1923), la mère du poète Alexandre Blok.
Il est enterré à la passerelle des écrivains du cimetière Volkovo de Saint-Pétersbourg.

## Quelques publications
- География растений [Géographie des plantes] // Le Messager de la Société impériale géographique de Russie. 1856. vol. 16: Première et deuxième partie. p. 45-92, 161—208; vol. 17: Troisième partie; quatrième et dernière partie. p. 121—166, 184—221. — Publication anonyme éditée par Lipchitz[1], 1947; la 1re partie se présente comme inspirée des travaux d'Alphonse de Candolle[2]; la 2e partie est entièrement originale.
- Гармония в природе [L'Harmonie dans la nature] // Le Messager russe. 1860. Т. 30, novembre-décembre. p. 197—242, 534—558.
- Беседы о земле и тварях [Causeries sur la terre et les herbes]. Saint-Pétersbourg.: 1864—1879.
- Есть ли причины предполагать, что формы растений приспособлены к свету? [Y a-t-il des raisons de supposer que les formes végétales s'adaptent à la lumière?] // Натуралист [Le Naturaliste]. 1865. № 14. p. 265—267; № 15. p. 286—290; № 16. p. 295-298.
- (fr) Sur une station quasi spontanée d'un sapin de Sibérie dans le gouvernement de Saint-Pétersbourg, Bull. Soc. Imp. Nat. Mosc, T. XXXVIII, no 1-2, p. 126 sq, 1865
- О влиянии климата на возрастание сосны и ели [De l'influence du climat sur la croissance des pins et des sapins] // Труды 1-го съезда естествоиспытателей в Петербурге. Отделение ботаники. 1868. p. 111-163.
- Из жизни природы и людей [De la vie de la nature et des gens]. 1870.
- Учебник ботаники [Manuel de botanique]. Saint-Pétersbourg.: 1882—1885. 2e éd., 1897.
- Фитогеографический очерк Европейской России [Précis phytogéographique de la Russie européenne: доп. к 5-му тому 2-го выпуска // Élisée Reclus. L'Homme et la Terre, Géographie universelle. Т. 5: La Russie européenne et asiatique. Saint-Pétersbourg: Типография товарищества «Общественная польза», 1884. p. 47-65.
- Об архангельской флоре [À propos de la flore d'Arkhangelsk].
- Беседы о зверях [Causeries sur les animaux sauvages]. 1885.
- Об акклиматизации растений [À propos de l'acclimatation des plantes] // Труды вольного экономического общества [Travaux de la Société d'économie libre]. 1886. Т. 1. p. 30-40.
- Главнейшие съедобные и вредные грибы [Les champignons comestibles et nuisibles les plus importants]. 1889.
- Курс ботаники. Морфология, систематика и географическое распределение семейств [Cours de botanique. Morphologie, systématique et familles végétales selon la géographie] Saint-Pétersbourg.: 1889.
- География растений: Очерк учения о распространении и распределении растительности на земной поверхности с особым прибавлением о Европейской России. [Géographie des plantes: précis sur la distribution et l'habitat des plantes sur la surface terrestre en particulier en Russie européenne] — Saint-Pétersbourg.: Типография В. Демакова, 1896.